# Варламов, Юрий Александрович
Юрий Александрович Варламов (7 апреля 1938, Ленинград, СССР — 27 сентября 2010, Санкт-Петербург, Россия) — советский футболист, полузащитник, нападающий. Мастер спорта СССР.

## Биография
В Ленинграде Варламов провёл первые годы жизни, в том числе первые 1,5 года блокады во время Великой Отечественной войны. Затем был эвакуирован в Омск и вернулся в город после окончания войны. Начал заниматься футболом вместе с другом, будущим игроком «Зенита» Львом Бурчалкиным, на стадионе завода «Большевик». Позже обучался в ФШМ у тренера Аркадия Алова.
В 1956 году Алов, ставший главным тренером «Зенита», пригласил Варламова на сбор, по итогам котором он был зачислен в команду. Дебют Варламова состоялся 8 мая 1957 года в домашнем матче с ЦСК МО (1:1). Летом его обменяли на игрока «Авангарда» из класса «Б» Вадима Храповицкого. В 1958 году команда вышла в класс «А» и была переименована в «Адмиралтеец». Варламов выступал за клуб до самого расформирования в 1961 году и стал его рекордсменом по матчам (81) и голам (21) в высшей лиге. Полуфиналист Кубка СССР 1961.
В 1962 году Варламов вернулся в «Зенит», но провёл за него только три игры и перешёл в ленинградское «Динамо».
В 1964 году уехал из Ленинграда и заканчивал сезон в «Авангарде» Комсомольск-на-Амуре. Затем играл два года на Украине за «Коммунарец» Коммунарск, «Карпаты» Львов, «Автомобилист» Одесса.
В 1966 году по приглашению Александра Фёдорова вновь вернулся в «Зенит», забил в 15 матчах 4 мяча, но пришедший в команду Алов отчислил ряд опытных игроков, в том числе и Варламова. Следующие два сезона он снова провёл на Украине — в командах «Судостроитель» Николаев, «Колос»/«Сельстрой» Полтава. Закончил карьеру в команде 1 подгруппы второй группы «А» «Текстильщик» Иваново в 1969 году.
В 1970-х годах преподавал в Институте имени Лесгафта, затем работал в спортивных школах Ленинграда.